# 三沙市消防救援支队
三沙市消防救援支队，是海南省三沙市消防救援队伍的领导指挥机关，属于国家综合性消防救援队伍支队级单位，由海南省消防救援总队与三沙市人民政府双重领导。

## 历史
2016年12月，三沙市公安消防支队特勤中队进驻永兴岛机场。
2017年2月，中國人民武裝警察部隊三沙市消防支队（三沙市公安消防支队）正式成立，是海南省公安消防总队直属正团级支队。
2019年10月9日，公安消防部队移交应急管理部，消防官兵正式退出现役。12月26日，海南省消防救援总队举行了授旗授衔和换装仪式。2018年12月，三沙市公安消防支队更名换装为三沙市消防救援支队，是海南省消防救援总队直属支队级单位。

## 职责
根据《中央编办关于印发应急管理部消防救援局、森林消防局“三定”规定和消防救援队伍、森林消防队伍总队及以下单位机构编制方案的通知》（中央编办发〔2019〕231号），三沙市消防救援支队承担下列职责：
1. 承担城乡综合性消防救援工作，负责指挥调度相关灾害事故救援行动，承担重要会议、大型活动消防安全保卫工作。
2. 承担火灾预防、消防监督执法以及火灾事故调查处理相关工作，依法行使消防安全综合监管职能，推动落实消防安全责任制。
3. 参与拟订消防专项规划，参与起草地方性消防法规、规章草案并监督实施。
4. 负责消防救援队伍综合性消防救援预案编制、战术研究和执勤备战、训练演练等工作。
5. 负责消防救援信息化和应急通信建设，承担综合性消防救援行动应急通信保障工作。
6. 负责消防安全宣传教育，组织指导社会消防力量建设。
7. 负责消防应急救援专业队伍规划、建设与调度指挥，参与组织协调动员各类社会救援力量参加救援任务。
8. 负责消防救援队伍建设与管理。
9. 完成海南省消防救援总队和三沙市委、市政府交办的相关任务。

## 救援力量
截至2023年，三沙市消防救援支队共有1个消防救援站。
- 三沙市消防救援支队西沙特勤站[7][1]

截至2021年，三沙市消防救援支队共有消防车辆8辆。
截至2023年，三沙市消防救援支队共有消防艇1艘，舷号为“三沙消1号”。